# Super Aguri SA06
Super Aguri SA06 – samochód Formuły 1, zaprojektowany przez Marka Prestona, używany przez Super Aguri w drugiej połowie sezonu 2006. Jego kierowcy, Takuma Satō i Sakon Yamamoto, nie zdobyli na nim żadnego punktu.

## Specyfikacja
Model ten był udoskonaleniem Super Aguri SA05, który opierał się na starym Arrowsie A23. Mimo to aerodynamika tyłu została zupełnie zmieniona, upodabniając się do Hondy. Nadwozie z formowanych kompozytów włókna węglowego o strukturze plastra miodu zawierało przednią i boczne struktury zderzeniowe, strukturę chroniącą głowę kierowcy, a wzmocniony kevlarem zbiornik paliwa produkcji ATL był integralnym elementem monokoku. Karoseria natomiast przybrała formę jednoczęściowej kompozytowej pokrywy na silnik i sekcje boczne, z oddzielną sekcją podłogową. Nos i skrzydła zostały wyprodukowane z kompozytów. Na zawieszenie składały się podwójne wahacze, popychacze aktywujące drążki skrętne (z przodu) bądź sprężyny (z tyłu) i amortyzatory firmy Öhlins oraz mechaniczny stabilizator poprzeczny. Elementami układu hamulcowego były szczęki AP i zaciski Hitco. Opony Bridgestone Potenza były osadzone na kołach BBS.
Jako zespół „B” Hondy, Super Aguri korzystał z jednostek napędowych japońskiego producenta. Mimo to skrzynia biegów obudowana w aluminium została skonstruowana przez Super Aguri w przeciwieństwie do modelu SA05, który korzystał ze skrzyni Hondy z obudową z włókna węglowego. Sprzęgło pochodziło od firmy Sachs.

## Wyniki w Formule 1
| Legenda oznaczeń w tabelach wyników Wyświetl szablon na nowej stronie | Legenda oznaczeń w tabelach wyników Wyświetl szablon na nowej stronie                                                                     |
| Oznaczenie                                                            | Wyjaśnienie |
| --------------------------------------------------------------------- | --- |
| Złoty                                                                 | Zwycięzca lub mistrzostwo |
| Srebrny                                                               | 2. miejsce lub wicemistrzostwo |
| Brązowy                                                               | 3. miejsce lub II wicemistrzostwo |
| Zielony                                                               | Ukończył, punktował (w klasyfikacji generalnej, gdy zdobył co najmniej jeden punkt na przestrzeni sezonu, poza trzema powyższymi opcjami) |
| Niebieski                                                             | Ukończył, nie punktował (w klasyfikacji generalnej, gdy nie zdobył co najmniej jednego punktu na przestrzeni sezonu)                      |
| Czerwony                                                              | Nie zakwalifikował się (NZ) |
| Czerwony                                                              | Nie prekwalifikował się (NPK) |
| Różowy                                                                | Nie ukończył (NU) |
| Różowy                                                                | Niesklasyfikowany (NS) (w klasyfikacji generalnej, gdy nie został sklasyfikowany w żadnym wyścigu sezonu)                                 |
| Czarny                                                                | Zdyskwalifikowany (DK) |
| Czarny                                                                | Wykluczony (WYK/EX) |
| Biały                                                                 | Nie wystartował (NW) |
| Biały                                                                 | Kontuzjowany (K/INJ) |
| Biały                                                                 | Wyścig odwołany (OD/C) |
| Bez koloru                                                            | Został wycofany (WYC/WD) |
| Bez koloru                                                            | Nie przybył (NP/DNA) |
| Bez koloru                                                            | Nie brał udziału w treningach (NT/DNP) |
| Bez koloru                                                            | Nie został zgłoszony (–) |
| Pogrubienie                                                           | Start z pole position |
| Kursywa                                                               | Najszybsze okrążenie wyścigu |
| †                                                                     | Nie ukończył, ale jego rezultat został zaliczony ze względu na przejechanie więcej niż 90% dystansu wyścigu.                              |
| *                                                                     | Sezon w trakcie |
| 1/2/3                                                                 | Punktowana pozycja w sprincie kwalifikacyjnym                                                                                             |
| Lista systemów punktacji Formuły 1                                    | |

| Sezon | Zespół         | Silnik | Kierowcy       | Wyniki w poszczególnych eliminacjach | Wyniki w poszczególnych eliminacjach | Wyniki w poszczególnych eliminacjach | Wyniki w poszczególnych eliminacjach | Wyniki w poszczególnych eliminacjach | Wyniki w poszczególnych eliminacjach | Wyniki w poszczególnych eliminacjach | Wyniki w poszczególnych eliminacjach | Wyniki w poszczególnych eliminacjach | Wyniki w poszczególnych eliminacjach | Wyniki w poszczególnych eliminacjach | Wyniki w poszczególnych eliminacjach | Wyniki w poszczególnych eliminacjach | Wyniki w poszczególnych eliminacjach | Wyniki w poszczególnych eliminacjach | Wyniki w poszczególnych eliminacjach | Wyniki w poszczególnych eliminacjach | Wyniki w poszczególnych eliminacjach | Wyniki kierowców | Wyniki kierowców | Wyniki konstruktora | Wyniki konstruktora |
| 2006  |                |        |                | Bahrajn                              | Malezja                              | Australia                            | San Marino                           | Unia Europejska                      | Hiszpania                            | Monako                               | Wielka Brytania                      | Kanada                               | Stany Zjednoczone                    | Francja                              | Niemcy                               | Węgry                                | Turcja                               | Włochy                               |                                      | Japonia                              | Brazylia                             | Pkt.             | Msc.             | Pkt.                | Msc.                |
| ----- | -------------- | ------ | -------------- | ------------------------------------ | ------------------------------------ | ------------------------------------ | ------------------------------------ | ------------------------------------ | ------------------------------------ | ------------------------------------ | ------------------------------------ | ------------------------------------ | ------------------------------------ | ------------------------------------ | ------------------------------------ | ------------------------------------ | ------------------------------------ | ------------------------------------ | ------------------------------------ | ------------------------------------ | ------------------------------------ | ---------------- | ---------------- | ------------------- | ------------------- |
| 2006  | Super Aguri F1 | Honda  | Takuma Satō    | -                                    | -                                    | -                                    | -                                    | -                                    | -                                    | -                                    | -                                    | -                                    | -                                    | -                                    | NU                                   | 13                                   | NS                                   | 16                                   | DK                                   | 15                                   | 10                                   | 0                | 23               | 0                   | 11                  |
| 2006  | Super Aguri F1 | Honda  | Sakon Yamamoto | -                                    | -                                    | -                                    | -                                    | -                                    | -                                    | -                                    | -                                    | -                                    | -                                    | -                                    | NU                                   | NU                                   | NU                                   | NU                                   | 16                                   | 17                                   | 16                                   | 0                | 26               | 0                   | 11                  |